# Sibérie m'était contéee
Sibérie m'était contéee is een album van Manu Chao. Het werd uitgebracht in 2004. Het nummer Helno est mort is een hommage aan zijn overleden vriend Noël Rota.

## Nummers
1. "Le P'tit jardin"
2. "Petite blonde du boulevard Brune"
3. "La valse à sale temps"
4. "Les mille paillettes"
5. "Il faut manger"
6. "Helno est mort"
7. "J'ai besoin de la lune"
8. "L'automne est las"
9. "Si loin de toi, je te joue"
10. "100.000 remords"
11. "Trop tôt, trop tard"
12. "Te tromper"
13. "Madame banquise"
14. "Les Rues de l'Hiver"
15. "Sibérie fleuve amour"
16. "Les petites planètes"
17. "Te souviens tu..."
18. "J'ai besoin de la lune remix"
19. "Dans mon jardin"
20. "Merci bonsoir..."
21. "Je suis fou de toi"
22. "Les yeux turquoises"
23. "Sibérie"